# 察陇蹄盖蕨
察陇蹄盖蕨（学名：Athyrium tarulakaense）为蹄盖蕨科蹄盖蕨属下的一个种。

## 扩展阅读
- 維基物種上的相關：察陇蹄盖蕨